# Комп і компанія
Комп і компанія — дитяча книга української письменниці Анни Коршунової 2017 року.

## Сюжет
Владик був звичайнісіньким учнем, що мріяв стати програмістом і не уявляв свого життя без комп'ютера. Хлопчик вчився в школі на «відмінно», у бійки не встрявав, але друзів у класі не мав, адже йому вистачало друзів у мережі. Такий собі типовий «комп'ютерний черв'як». Але на цих літніх канікулах все пішло не за планом: батьки закинули Владика в село, де не було комп'ютера та Інтернету, а натомість знайдеться купа родичів, компанія нових друзів, таємні тренування, несподівані захоплення та випробування, а ще купа причин, щоб залишитися поза цивілізацією у селі на ціле літо.

## Нагороди
- Спеціальна премія «Вибір дітей» Міжнародного літературного конкурсу «Коронація слова» (2015).
- Премія Книга року ВВС-2017 у номінації Дитяча книга.[2]
- Перемога в номінації "Дитяче свято". (Книжка року 2017) [3]